# Medalla de la Regencia
La medalla conmemorativa palatina de la Regencia (o de la Regencia de María Cristina de Austria) es una distinción palatina conmemorativa de la regencia de María Cristina.

## Historia
La regencia de María Cristina, debida a la muerte de Alfonso XII y posterior minoría de edad de Alfonso XIII, hijo de ambos; finalizó el 17 de mayo de 1902 con la mayoría de edad de este. Fue creada por Alfonso XIII mediante real orden de 14 de mayo de 1903. Estaba destinada a la alta servidumbre de la Real Casa, clases de etiqueta y distintos militares, tanto oficiales como de tropa, pertenecientes a la escolta real (entre ellos los alabarderos). El 18 de mayo de ese año fue llevada por primera vez por los primeros destinatarios.
En 1909 se dictó que no se cursaran más solicitudes de concesión de la medalla en el Ejército Español.

## Descripción
La medalla se otorgaba en dos clases, de acuerdo con el material de que se componía:
- Medalla de plata.
- Medalla de bronce.

La medalla era de forma circular. En el anverso tenía los perfiles de Alfonso XIII, niño; y María Cristina; y en el reverso las armas pequeñas del reino de España, coronadas por una corona de cuatro diademas (vistas tres) y rodeadas por el collar de la orden del Toisón de Oro. A ambos lados de las armas se disponían la fecha de inicio (1885) y fin de la regencia (1902) sobre una rama de oliva. En la parte inferior se lee la inscripción:
Fortitudo et decor. Indumentum eius.
La distinción colgaba de una cinta azul con una banda roja en el centro.

### Individuales
1. ↑  Seco Serrano, Carlos. «Alfonso XIII». Diccionario biográfico español.
2. ↑  «El cumpleaños del Rey. La servidumbre». El Imparcial (1867-1933). 18 de mayo de 1903. p. 1.
3. ↑  «Dispone no se cursen instancias en solicitud de la medalla de la regencia de doña M. ª Cristina». Diario oficial del Ministerio de Marina (32). 11 de febrero de 1909. p. 169.
4. ↑  «Real orden relativa á la creación de una Medalla como distinción palatina.». Gaceta de Madrid (137). 17 de mayo de 1903. p. 618.
5. 1 2  «medalla regencia doña maria cristina 16-5-1903 - Comprar Medallas militares españolas en todocoleccion - 26684517». www.todocoleccion.net. Consultado el 16 de noviembre de 2021.